# E (album, Adrian Belew)
e je studiové album Adriana Belewa a jeho skupiny Adrian Belew Power Trio. Jde o jeho první album, které s touto skupinou nahrál. Belew byl též producentem alba.

## Seznam skladeb
| Pořadí | Název | Délka |
| ------ | ----- | ----- |
| 1.     | a     | 0:30  |
| 2.     | a2    | 3:37  |
| 3.     | a3    | 3:07  |
| 4.     | b     | 6:12  |
| 5.     | b2    | 3:36  |
| 6.     | b3    | 1:21  |
| 7.     | c     | 6:19  |
| 8.     | d     | 6:00  |
| 9.     | d2    | 2:50  |
| 10.    | e     | 0:55  |
| 11.    | e2    | 7:57  |

## Obsazení
- Adrian Belew – kytary
- Julie Slick – baskytara
- Eric Slick – bicí